# Proechimys brevicauda
Proechimys brevicauda és una espècie de mamífer rosegador de la família de les rates espinoses. Viu a Bolívia, el Brasil, Colòmbia, l'Equador, el Perú i Veneçuela. El seu hàbitat natural són els boscos de terra firme. Les femelles donen a llum entre una i quatre cries per ventrada. És una espècie en risc mínim, és a dir, no sembla que hi hagi cap amenaça significativa per a la seva supervivència.